# Melodi Grand Prix 2025
Der 63. Melodi Grand Prix fand am 15. Februar 2025 statt und war der norwegische Vorentscheid für den Eurovision Song Contest 2025 in Basel. Kyle Alessandro gewann den Wettbewerb mit dem Lied Lighter.

## Format

### Konzept
Der norwegische Rundfunk Norsk rikskringkasting (NRK) bestätigte im Juli 2024 die Teilnahme am Eurovision Song Contest 2025 und dass der Beitrag erneut durch den Melodi Grand Prix (MGP) gewählt werden solle. Zuvor hatte Stig Karlsen, zu diesem Zeitpunkt MGP-Projektleiter, bekannt gegeben, dass man zwar mit einer Teilnahme plane, aber mit der Bestätigung noch warte, bis die Europäische Rundfunkunion (EBU) Ergebnisse ihrer Untersuchung des Eurovision Song Contests 2024 vorlege.
Im August 2024 wurde schließlich bekannt, dass Stig Karlsen, der bei NRK zehn Jahre lang als Projektleiter und Produzent für den Melodi Grand Prix tätig war, aufgrund einer anderen Tätigkeit ab 1. Oktober 2024 für neun Monate beurlaubt werde. Ende Oktober 2024 wurde Tarjei Strøm als neuer Musikchef für den MGP vorgestellt. Die Aufgabe für die Organisation der Show und die Zusammenarbeit mit der EBU erhielt Mads Tørklep.
Am 20. November 2024 wurde bekannt, dass die Sendung erstmals seit 2018 nur aus einem einzelnen Finale bestehen werde. Die Show mit neun Beiträgen wurde im Oslo Spektrum ausgetragen.
Wie im Vorjahr lag die Gewichtung von Tele- und Juryvoting im Finale bei 60/40, so dass die Stimmen des Publikums mehr zählten als die der internationalen Jury.

### Beitragswahl
Potenziellen Kandidaten wurde vom 6. August bis zum 1. September 2024 die Möglichkeit eingeräumt, Beiträge beim NRK einzureichen. NRK lud auch einzelne Sänger und Songwriter explizit dazu ein, Beiträge einzureichen. Jeder Songwriter und Sänger durfte bis zu drei Lieder einreichen. Teilnahmeberechtigt waren neben Norwegern auch Musiker aus dem Ausland, wobei es jedoch eine Aufforderung dazu gab, dass pro Lied mindestens ein norwegischer Songwriter beteiligt sein sollte. Alle Teilnehmenden am Melodi Grand Prix müssen zum Zeitpunkt des Eurovision Song Contests im Mai 2025 mindestens 16 Jahre alt sein.
Die Auswahl der Beiträge fand noch unter Stig Karlsens Leitung statt. Wie im Vorjahr war es den Teilnehmenden gestattet, die Lieder bereits vor der offiziellen Bekanntgabe der Beiträge zu veröffentlichen. Sie wurden schließlich gesammelt am 24. Januar 2025 veröffentlicht.

### Moderation
Am 20. November 2024 gab NRK bekannt, dass Marte Stokstad, Tete Lidbom und Markus Neby den Melodi Grand Prix 2025 moderieren werden. Marte Stokstad nahm während der Show neben der Moderation auch die Funktion als Kommentatorin ein. Stokstad moderierte bereits in den Jahren 2010 und 2012 den Melodi Grand Prix und trat bei weiteren Eurovision-Sendungen in Erscheinung. Zudem ist sie als norwegische Kommentatorin beim Eurovision Song Contest tätig. Neby trat beim MGP 2024 im Finale bei Einspielern in Erscheinung.

## Teilnehmende
Die neun Teilnehmenden wurden am 16. Januar 2025 bekannt gegeben.

### Rückzug von Lavrans Svendsen
Am Tag vor der Bekanntgabe der Teilnehmenden am 16. Januar 2025 zog Lavrans Svendsen seine Teilnahme zurück, so dass nur noch neun Beiträge verblieben. Zudem wurde bekannt, dass Angelina Jordan ihre Teilnahme in der Woche vor der Bekanntgabe zurückzog. Für sie konnte mit Sondrey ein Ersatz gefunden werden.

### Zurückkehrende Interpreten
Einige Interpreten, die bereits zuvor am Melodi Grand Prix teilnahmen, kehrten 2025 zum Wettbewerb zurück.
| Interpret                                      | Vorheriges Teilnahmejahr                                                                                        |
| ---------------------------------------------- | --- |
| Elisabeth Andreassen (als Teil von Bobbysocks) | 1994 (mit Jan Werner Danielsen), 1996, 1998, 2003 (als Teil von Kikki, Bettan & Lotta), 2015 (mit Tor Endresen) |
| Bobbysocks                                     | 1985 |
| Tone Damli                                     | 2009, 2020 |
| Nora Jabri                                     | 2012 |
| Hanne Krogh (als Teil von Bobbysocks) a)       | 1971 |
| Kyle Alessandro                                | 2023 (als Teil von Umami Tsunami)                                                                               |
| Åge Sten Nilsen (als Teil von Wig Wam)         | 1998, 2017 (als Teil von Ammunition)                                                                            |
| Sondrey                                        | 2020 |
| Wig Wam                                        | 2004, 2005 |

Anmerkungen

## Finale
Das Finale fand am 15. Februar 2025 im Oslo Spektrum statt. Die Startreihenfolge wurde am 9. Februar 2025 bekanntgegeben. Als Pausenact diente eine Hommage an Rolf Løvland, der als Songwriter an zwei norwegischen Siegertiteln am Eurovision Song Contest beteiligt war. Unter anderem traten Marcus & Martinus auf. Kyle Alessandro konnte das Finale mit seinem Lied Lighter gewinnen.
| Platz | Startnr. | Interpret       | Lied Musik (M) und Text (T)                                                                                      | Sprache  | Punkte              | Punkte    | Punkte |
| Platz | Startnr. | Interpret       | Lied Musik (M) und Text (T)                                                                                      | Sprache  | Internationale Jury | Zuschauer | Gesamt |
| ----- | -------- | --------------- | --- | -------- | ------------------- | --------- | ------ |
| 1     | 6        | Kyle Alessandro | Lighter M/T: Kyle Alessandro, Adam Woods                                                                         | Englisch | 118                 | 189       | 307    |
| 2     | 7        | Nataleen        | The Game M/T: Madeleine Nataleen Tverberg, Julie Aagaard, Henning Olerud, Stanley Ferdinandez, Kjersti Sleveland | Englisch | 86                  | 104       | 190    |
| 3     | 9        | Bobbysocks      | Joyful M/T: Elisabeth Andreassen, Hanne Krogh                                                                    | Englisch | 29                  | 135       | 164    |
| 4     | 4        | Wig Wam         | Human Fire M/T: Åge Sten Nilsen, Trond Holter, Bernt Jansen                                                      | Englisch | 25                  | 68        | 93     |
| 5     | 1        | Tone Damli      | Last Song M/T: Sophie Tweed Simons, Kristoffer Tømmerbakke, Erik Smaaland, Yoshi Breen                           | Englisch | 24                  | 63        | 87     |
| 6     | 3        | Nora Jabri      | Sulale M/T: Emma Louise Gale, Ovidiu Jacobsen, Ola Frøyen, Nora Foss Al-Jabri                                    | Englisch | 55                  | 19        | 74     |
| 7     | 2        | Sondrey         | Vagabond M/T: Sondre Mulongo Nystrøm, Magnus Emaka Einang                                                        | Englisch | 38                  | 17        | 55     |
| 8     | 5        | LLL             | Parasite M/T: Olli Äkräs, Nora Foss Al-Jabri, Ben Adams, Jim Bergsted                                            | Englisch | 36                  | 18        | 54     |
| 9     | 8        | Ladybug         | Hot as Hell in Paradise M/T: Iris Severine Mikalsen, Jonas Holteberg Jensen, Anderz Wrethov, Thomas Stengaard    | Englisch | 19                  | 32        | 51     |